# Каннский кинофестиваль 2003
56-й Каннский кинофестиваль проходил с 14 по 25 мая 2003 года. Председателем жюри основного конкурса стал французский режиссёр Патрис Шеро, а обладателем Золотой пальмовой ветви стал фильм независимого американского режиссёра Гаса Ван Сента «Слон».

## Жюри
- Патрис Шеро, режиссёр ( Франция) — председатель
- Айшвария Рай, актриса ( Индия)
- Мег Райан, актриса ( США)
- Карин Виар, актриса ( Франция)
- Эрри Де Лука[англ.], писатель ( Италия)
- Жан Рошфор, актёр ( Франция)
- Стивен Содерберг, режиссёр ( США)
- Данис Танович, режиссёр ( Босния и Герцеговина)
- Цзян Вэнь, режиссёр ( Китай)

## Фильмы конкурсной программы
| Название на русском языке | Название на языке оригинала                       | Режиссёр          | Производство               |
| Яркое будущее             | Akarui Mirai                                      | Киёси Куросава    | Япония                     |
| Коричневый кролик         | The Brown Bunny                                   | Винсент Галло     | США                        |
| Карандиру                 | Carandiru                                         | Эктор Бабенко     | Бразилия                   |
| Тот день                  | Ce jour-là                                        | Рауль Руис        | Швейцария, Франция         |
| Догвилль                  | Dogville                                          | Ларс фон Триер    | Дания                      |
| Слон                      | Elephant                                          | Гас Ван Сент      | США                        |
| Сердце не с тобой         | Il cuore altrove                                  | Пупи Авати        | Италия                     |
| Малышка Лили              | La petite Lili                                    | Клод Миллер       | Франция                    |
| Отбивные                  | Les côtelettes                                    | Бертран Блие      | Франция                    |
| Нашествие варваров        | Les Invasions barbares                            | Дени Аркан        | Канада, Франция            |
| Заблудшие                 | Les égarés                                        | Андре Тешине      | Франция                    |
| Таинственная река         | Mystic River                                      | Клинт Иствуд      | США                        |
| Отец и сын                |                                                   | Александр Сокуров | Россия, Франция, Германия  |
| В пять часов вечера       | Panj é asr                                        | Самира Махмальбаф | Иран, Франция              |
| Шара                      | Sharasōju                                         | Наоми Кавасэ      | Япония                     |
| Бассейн                   | Swimming Pool                                     | Франсуа Озон      | Франция                    |
| Чемоданы Тульса Люпера    | The Tulse Luper Suitcases, Part 1: The Moab Story | Питер Гринуэй     | Нидерланды, Великобритания |
| Тирезия                   | Tiresia                                           | Бертран Бонелло   | Франция                    |
| Отчуждение                | Uzak                                              | Нури Джейлан      | Турция                     |
| Пурпурная бабочка         | Zǐ Húdié                                          | Лоу Е             | Китай                      |

## Победители
- Золотая пальмовая ветвь
  - «Слон», реж. Гас Ван Сент ( США)
- Гран-при
  - «Отчуждение», реж. Нури Джейлан ( Турция)
- Приз жюри
  - «В пять часов вечера», реж. Самира Махмальбаф ( Иран,  Франция)
- Лучшая актриса
  - Мари-Жозе Кроз ( Канада) за фильм «Нашествие варваров»
- Лучший актёр
  - Музаффер Оздемир[нем.] и Эмин Топрак[нем.] ( Турция) за фильм «Отчуждение»
- Лучший режиссёр
  - Гас Ван Сент ( США) за фильм «Слон»
- Лучший сценарий
  - Дени Аркан ( Канада) за фильм «Нашествие варваров»
- Золотая пальмовая ветвь за короткометражный фильм
  - «Пачка Печенья», реж. Глендин Айвин ( Австралия)
- Приз жюри за короткометражный фильм
  - «Человек без головы[фр.]», реж. Хуан Диего Соланас[фр.] ( Франция,  Аргентина)
- Золотая камера
  - «Реконструкция», реж. Кристоффер Боэ ( Дания)
- Специальный приз конкурса «Золотая камера»
  - «Усама», реж. Сиддик Бармак[англ.] ( Афганистан,  Нидерланды,  Япония,  Ирландия,  Иран)
- Главный приз конкурса «Особый взгляд»
  - «Лучшие годы молодости», реж. Марко Туллио Джордана ( Италия)
- Приз ФИПРЕССИ
  - «Отец и сын», реж. Александр Сокуров ( Россия,  Франция,  Германия)
- Приз экуменического жюри
  - «В пять часов вечера», реж. Самира Махмальбаф ( Иран,  Франция)
- Почётная «Золотая пальмовая ветвь» — Жанна Моро, актриса ( Франция)